# Elsa Morante
Elsa Morante (Róma, 1912. augusztus 18.–Róma, 1985. november 25.), író, költő, műfordító. A második világháború utáni olasz irodalom egyik meghatározó alakja.

## Élete
1912-ben született Rómában, a via Felice Anerio 7. alatt, a zsidó származású Irma Poggibonsi és Francesco Lo Monaco postai alkalmazott szerelemgyermekeként. Születése után Irma férje, Augusto Morante saját gyermekeként ismerte el Elsát. Augusto egy javítóintézetet vezetett, ennek közelében nőtt fel Elsa testvéreivel, Aldóval, a később szintén íróvá váló Marcellóval (1916-2005) és Mariával.
Kisgyermekkorától érdeklődött az írás iránt, mondókákat, meséket, verseket és novellákat írt, melyeket 1933-tól kezdve egészen a második világháború kitöréséig sikerült fokozatosan megjelentetnie Corriere dei piccoli, Meridiano di Roma, I diritti della scuola című lapoknak. Korai sikerét Francesco Bruno irodalomkritikusnak köszönheti. Ezeket a műveket 1941-ben adta ki Il gioco segreto címmel. 1942-ben ifjúsági regénye jelent meg Le bellissime avventure di Caterì dalla trecciolina címmel. A könyv illusztrációit is az írónő készítette, majd 1959-ben átírta a történetet, és Le straordinarie avventure di Caterina jelentette meg.
1936-ban ismerkedett meg Alberto Moraviával. 1941. április 14-én házasodtak össze. Csakhamar a kortárs irodalmi élet meghatározó alakjaivá váltak, szoros kapcsolatot ápoltak Pier Paolo Pasolinivel (egyik filmjében, az Accattonében mellékszereplőként fel is tűnik Morante), Umberto Sabával, Attilio Bertoluccival, Giorgio Bassanival, Sandro Pennával és Enzo Sicilianóval.
A második világháború alatt férjével elhagyták Rómát és Fondiba menekültek a náci katonák elől. Fondi és környéke gyakran visszatér mindkettejük írásaiban, például Morante A történelem című regényében. Ekkoriban kezdte el Katherine Mansfield naplóját (Scrapbook) fordítani, mely később nagy hatással volt a műveire. A háború után ő és férje találkoztak William Weaver amerikai műfordítóval, aki segített az olasz író-házaspárnak betörni az amerikai irodalmi piacra.
Legelső regénye, a Menzogna e sortilegio 1948-ban jelent meg, mely elnyerte a Viareggio-díjat. A könyv William Weaver segítségével jelent meg Amerikában 1951-ben. 1957-ben kiadott második regénye, az Arturo szigete szintén nagy sikert aratott, Strega-díjjal jutalmazták. Damiano Damiani vitte filmvászonra. 1958 és 1968 között három kötete jelent meg: az Alibi című verseskötet (1958), a Lo scialle andaluso című novelláskötet (1963) és az Il mondo salvato dai ragazzini (1968).
1961-ben vált el Moraviától, innentől kezdve az írásnak szentelte életét. Bár a Senza i conforti della religione című művét sosem fejezte be és nem került kiadásra, az 1974-ben megjelentetett A történelem című regényével óriási nemzetközi sikert ért el. Utolsó művét, az Aracoelit 1982-ben adta ki. Nem sokkal később eltörte combcsontját, ezért öngyilkosságot próbált meg elkövetni. 1984-ben elnyerte a Prix Médicist. 1985-ben halt meg infarktusban.

## Műveinek olasz kiadásai

### Prózái
- Il gioco segreto, novelláskötet, Milano, Garzanti, 1941, az itt megjelenő elbeszélések:
  - L'uomo dagli occhiali (1936)
  - La nonna (1937)
  - Via dell'Angelo (1937)
  - Il gioco segreto (1937)
  - Il compagno (1938)
  - Cane (1939)
  - Una storia d'amore (1939)
  - Il cocchiere (1939)
  - Lo scolaro pallido (1939)
  - Innocenza (1939)
  - L'Anima (1939)
  - Appuntamento (1939)
  - I due zaffiri (1940)
  - La pellegrina (1940)
  - I gemelli (1940)
  - Il cavallo dell'ortolano (1940)
  - Il confessore (1940)
  - Un uomo senza carattere (1941)
  - Il barone (1941)
  - Frivolo aneddoto sulla Grazia (1941)
- Le bellissime avventure di Caterì dalla Trecciolina e altre storie (szöveg és illusztráció), Torino, Einaudi, 1942; később az átírt és újraszerkesztett Le straordinarie avventure di Caterina, ivi, 1959; 1969; 2007
- Menzogna e sortilegio, regény, Torino, Einaudi, 1948
- Lo scialle andaluso, elbeszélés, Botteghe Oscure, 1953
- Arturo szigete (L’isola di Arturo), Torino, Einaudi, 1957 (fordította Dankó Éva)
- Lo scialle andaluso, Torino, Einaudi, 1963; az itt megjelenő elbeszélések:
  - Il ladro dei lumi (1935)
  - L'uomo dagli occhiali (1936)
  - La nonna (1937)
  - Via dell'Angelo (1937)
  - Il gioco segreto (1937)
  - Il compagno (1938)
  - Andurro e Esposito (1939)
  - Il cugino Venanzio (1940)
  - Un uomo senza carattere (1941)
  - Il soldato siciliano (1945)
  - Donna Amalia (1950)
  - Lo scialle andaluso (1951)
- A történelem (La storia), Torino, Einaudi, 1974 (fordította Zsámboki Zoltán)
- Aracoeli, regény, Torino, Einaudi, 1982
- Piccolo manifesto dei comunisti (senza classe né partito); Lettera alle Brigate rosse, Milano, Linea d'ombra, 1988
- Racconti dimenticati, szerk. Irene Babboni és Carlo Cecchi, Torino, Einaudi, 2002, azitt megjelenő elbeszélések:
  - Due sposi molto giovani
  - La vecchia
  - Il fratello maggiore
  - il viaggio
  - Il figlio
  - La signora giovane
  - Le due sorelle
  - Infanzia
  - Il gomitolo
  - Peccato originale
  - Il corriere
  - La matrigna
  - La moglie brutta
  - La moglie di Antonio
  - La lezione privata
  - Le ambiziose
  - Ricordo di un giovane poco adatto alla vita
  - Tempo di pace
  - Aneddoti infantili
  - Peccati

### Költészete
- Alibi, Milano, Longanesi, 1958; Garzanti 1990; Einaudi, 2004
- Il mondo salvato dai ragazzini e altri poemi, Torino, Einaudi, 1968

### Esszéi
- Pro o contro la bomba atomica e altri scritti, esszégyűjtemény, Milano, Adelphi, 1987
  - Rosse e bianco (1950-51, 7 articoli)
  - Il poeta di tutta la vita (1957, Umberto Sabáról)
  - Sul romanzo (1959)
  - Sull'erotismo in letteratura (1961)
  - Navona mia (1962)
  - Pro o contro la bomba atomica (1965)
  - Il beato propagandista del Paradiso (1970, Beato Angelicóról)
- Diario 1938, esszék, Torino, Einaudi, 1989, szerkesztette Alba Andreini

## Magyarul
- Arturo szigete; ford. Dankó Éva, utószó Lator László; Európa, Bp., 1966 (5 világrész könyvei)
- Katerina csodálatos kalandjai. Meseregény; ford. Sziráky Judit; Móra, Bp., 1969
- A történelem. Regény; ford. Zsámboki Zoltán; Európa, Bp., 1989

## Emlékezete
Olaszországban számos közterület őrzi a nevét. Rómában, a Piazza Elsa Morantén működik az Elsa Morante Kulturális Intézet (Centro Culturale Elsa Morante). 
Hivatalos honlapja: Centro culturale Elsa Morante